# دوشان بافلوف
دوشان بافلوف (19 يوليو 1989 في صربيا - ) هو لاعب كرة قدم صربي في مركز الهجوم. لعب مع Putnok VSE ‏ وVárda SE ‏ ونادي شباب كيكندة ‏ وفودبالسكي كلوب وEgri FC ‏.

## وصلات خارجية
- دوشان بافلوف على موقع قاعدة بيانات كرة القدم.إي يو (الإنجليزية)
- دوشان بافلوف على موقع Soccerway.com (الإنجليزية)